# Phyrella trapeza
Phyrella trapeza is een zeekomkommer uit de familie Phyllophoridae.
De wetenschappelijke naam van de soort werd in 1932 gepubliceerd door Hubert Lyman Clark.